# Gianantonio Bulgheroni
Gianantonio Bulgheroni (Varese, 10 maggio 1971) è un ex cestista, ex rugbista a 15 e dirigente sportivo italiano.

## Carriera
È un ex playmaker della Pallacanestro Varese, figlio di Antonio Bulgheroni, giocatore della Ignis e fratello di Edoardo Bulgheroni, entrambi presidenti della stessa società in quegli anni.
Dal 2006 al 2008 è stato presidente/giocatore del Rugby Varese, squadra di Serie B.